# 周防花岡站
周防花岡站（日语：／ Suō-Hanaoka eki */?）是位於山口縣下松市大字末武上1900番，西日本旅客鐵道（JR西日本）的岩德線車站。

## 歷史
- 1932年（昭和7年）5月29日 - 岩德西線櫛濱站至此站之間開通，此站啟用。
  - 當時車站地址為山口縣都濃郡花岡村（日语：花岡村 (山口県)）大字末武上。

在站前設有當時花岡村（日语：花岡村 (山口県)）（現時：山口縣下松市）建立的周防花岡站開業紀念碑，當時為了紀念車站啟用，種植了樹木。
- 1934年（昭和9年）
  - 3月28日 - 岩德西線此站至高水站之間開通。
  - 12月1日 - 麻里布站（現時為岩國站）至周防高森站至櫛濱站之間全線開通，該區間路線名稱為山陽本線。
- 1939年（昭和14年）11月3日 - 隨著下松市成立，車站地址變為山口縣下松市大字末武上。
- 1944年（昭和19年）10月11日 - 山陽本線岩國站（1942年前該站名為麻里布站）至周防高森站至櫛浜站之間的路線名稱改名為岩德線。
- 1987年（昭和62年）4月1日 - 伴隨國鐵分割民營化，車站由西日本旅客鐵道（JR西日本）營運。
- 1992年（平成4年）12月1日 - 成為無人車站。

## 車站構造
車站是一座地面車站，設有1面1線的單式月台。往德山方向的列車會開啟右邊車門。曾經車站設有2面2線月台，現時只剩下原下行線的長月台。車站大樓建在車站啟用當時。
此站是由德山地域鐵道部管理的無人車站。車站大樓同設有自動售票機。

## 車站周辺
- 站前設有山口縣道176號周防花岡停車場線（日语：山口県道176号周防花岡停車場線），該縣道可連接山口縣道41號下松鹿野線（日语：山口県道41号下松鹿野線）和市道西條線。
- 與岩德線並行的山陽新幹線高架橋。
- 國道2號
- 山口縣立華陵高等學校（日语：山口県立華陵高等学校）
- 下松市立末武中學
- 下松市立花岡小學（日语：下松市立花岡小学校）
- Sunlive（日语：サンリブ）下松
- 下松市地域交流中心、親睦之館
- 周南紀念醫院
- 花岡八幡宮（日语：花岡八幡宮）
- 淨土宗盛涼山法靜寺、花岡福德稻荷社

## 巴士路線
最接近此站的巴士站是花岡站前巴士站。以下為停靠該站的巴士路線，均由防長交通營運。
- 一般巴士路線

下松站前 - 下松市政廳前 - 東光寺 - 美里町 - 周南紀念醫院 - 花岡站前 - 華陵高校 - 溫見 - 大藤谷 - 八代 - 魚切

## 使用狀況
在平日早上和黃昏，許多乘客來自鄰近的山口縣立華陵高等學校師生。
以下為近年使用人次：
| 乘車人次變化 | 乘車人次變化 |
| 年度         | 1日平均人次  |
| ------------ | ------------ |
| 1999         | 375          |
| 2000         | 369          |
| 2001         | 360          |
| 2002         | 350          |
| 2003         | 361          |
| 2004         | 348          |
| 2005         | 315          |
| 2006         | 302          |
| 2007         | 304          |
| 2008         | 316          |
| 2009         | 302          |
| 2010         | 284          |
| 2011         | 289          |
| 2012         | 293          |
| 2013         | 293          |
| 2014         | 276          |
| 2015         | 293          |
| 2016         | 300          |
| 2017         | 297          |
| 2018         | 266          |

## 相鄰車站
西日本旅客鐵道（JR西日本）
■岩德線
生野屋－周防花岡－櫛濱

## 注腳
1. ↑  山口縣統計年鑑

## 外部連結
- 周防花岡｜車站資訊：JR出門網 - 西日本旅客鐵道（日語）